# Hyalophora californica
Hyalophora californica är en fjärilsart som beskrevs av Augustus Radcliffe Grote 1865. Hyalophora californica ingår i släktet Hyalophora och familjen påfågelsspinnare. Inga underarter finns listade i Catalogue of Life.